# Ingvald Eriksen
Ingvald Eriksen, född 3 september 1884, död 28 januari 1961, var en dansk gymnast.
Eriksen tävlade för Danmark vid olympiska sommarspelen 1912 i Stockholm, där han var med och tog silver i lagtävlingen i svenskt system. 